# Dili International Film Festival
Das Dili International Film Festival (DIFF) ist ein internationales Filmfestival in der osttimoresischen Hauptstadt Dili. Es findet jährlich im September/Oktober statt und wurde 2019 erstmals ausgerichtet. Der Friedensnobelpreisträger und ehemalige Staatspräsident José Ramos-Horta ist Schirmherr des Festivals.
Das DIFF ist das erste und bislang einzige Filmfestival, das vollständig in Osttimor organisiert und ausgerichtet wird (Stand 2024).
Leiterin des DIFFs ist Lena Lenzen, die auch die Film- und Videoproduktionsgesellschaft Pixelasia Productions in Dili führt. Sie ist als deutsche Honorarkonsulin nach Timor-Leste gekommen und übt diese Funktion weiterhin aus.
Die wichtigsten Spielorte des Festivals in Dili sind das Freiluftkino des Beachside Hotels, die Fundação Oriente, die NGO Yayasan HAK, das Kulturzentrum des portugiesischen Kulturinstituts Instituto Camões, das indonesische Kulturzentrum und das Platinum Cineplex Timor Leste im Einkaufszentrum Timor Plaza, das einzige kommerzielle Kino des Landes. Daneben finden gesonderte Vorführungen in anderen Ortschaften statt.

## Geschichte
Gegründet wurde das DIFF 2019 durch den Australier Michael Smith, ein Freund Osttimors, der auch die gemeinnützige Kino-Initiative Screens Without Borders gründete, die in Osttimor seit 2010 Cinema Loro Sa'e führt, ein öffentlich gefördertes osttimoresisches Unternehmen, das als wanderndes Freiluftkino während der Trockenzeit vor allem in kleineren Ortschaften in Osttimor Filme zeigt. In Osttimor gibt es nur ein kommerzielles Kino, im Timor Plaza Einkaufszentrum in Dili.

## Wettbewerbe, Programm und Preise
Das Festival zeigt Filme in zwei Wettbewerben. Zum einen internationale Filme in verschiedenen Kategorien, insbesondere Kurzfilme, Dokumentarfilme und Spielfilme.
Zum anderen ein Wettbewerb für Kurzfilme osttimoresischer Kreative.
Daneben richtet das Festival Workshops für junge Osttimoresen aus, die von internationalen Filmschaffenden aus verschiedenen Bereichen der Filmproduktion gehalten werden.
Einige Filme werden in Tetum, der am weitesten verbreiteten Sprache in Osttimor, synchronisiert und untertitelt, um ein breiteres lokales Publikum zu erreichen.

## DIFF 2024
Bei der 6. Auflage des DIFF 2024 wurden über 60 Filme aus 31 Ländern gezeigt, internationale Gäste aus sieben Ländern waren anwesend.
Folgende Filme wurden beim DIFF 2024 ausgezeichnet:

### Internationale Filme
- Best Narrative Feature (Bester Spielfilm): Mein Totemtier & Ich (Totem), Regie: Sander Burger (Niederlande)
- Best Documentary Feature (Bester Dokumentarfilm): I am the river, the river is me, Regie: Petr Lom (Niederlande, Norwegen)
- Best Narrative Short (Bester Spiel-Kurzfilm): Bad for a moment, Regie: Daniel Soares (Portugal)
- Best Documentary Short (Bester Dokumentar-Kurzfilm): Nim and the butterfly, Regie: Sarah Hope (Australien)

### Kurzfilme aus Osttimor
- Beste Kamera: Grande Heroi (Woles Production)
- Bester Filmschnitt: The Writer (Adi Pereira)
- Beste Darstellung: Botir Nakfilak Naroman (Klobor)
- Bestes Drehbuch: Tama Ho Fiar-An - Enter Confidently (Teatru Filteda Baucau)
- Bester Osttimor-Film: Silent Drop (Noccollide Ent.)
- Publikumspreis: Botir Nakfilak Naroman (Klobor)